# NGC 5344
NGC 5344 ist eine 14,7 mag helle elliptische Galaxie vom Hubble-Typ E/S0 im Sternbild Kleiner Bär. Sie ist schätzungsweise 410 Millionen Lichtjahre von der Milchstraße entfernt.
Das Objekt wurde am 6. Mai 1886 von Lewis A. Swift entdeckt.